# Promenade des Remparts (Nevers)
La promenade des Remparts est un lieu de promenade le long des remparts de l'ancien quartier des Faïenciers de Nevers, en France,.

## Histoire
En 624, l’abbaye Notre-Dame est construite à l’extérieur de la partie occidentale des premiers remparts de la ville, sur le site présumé du martyre de saint Révérien. Ce n’est qu’à la fin du XIIe siècle que le monastère est protégé par une nouvelle enceinte construite par Pierre de Courtenay. Le domaine de l’abbaye s’étendait alors de l’emplacement de la Porte du Croux à l’actuelle rue Saint-Révérien et de la rue Saint-Genest à la nouvelle fortification. Au pied de cette fortification, il existait un fossé formé de terrains marécageux alimentés par le ruisseau de la Passière. La muraille est entièrement reprise pendant la guerre de Cent Ans. Le mur est alors consolidé d’un « matelas » de terre, l’ensemble prenant dès lors le nom de remparts. Les tours et les portes sont reconstruites (Porte du Croux), renforcées (Tour Goguin) ou construites (Tour Saint-Révérien). Au cours du XVIe siècle, les fossés et le rempart perdent leur utilité défensive. De nombreux procès touchant à la propriété et au droit d’usage ont lieu à cette époque entre le duc et les habitants qui accaparent des portions du rempart ou des fossés pour y installer des jardins. Après le siège de 1617 et les ordonnances de Louis XIV, les remparts devenus interdits et inutiles ne sont plus entretenus et servent de carrières de pierres. C’est au hasard de l’évolution urbaine et à la présence d’une zone humide difficilement constructible que nous devons la conservation de la partie située entre la Porte du Croux et la Loire. Après la Révolution, ce qui restait des remparts a été définitivement intégré dans les bâtiments adjacents. C’est à cette époque également que toute l’abbaye, bâtiments et terrains, fut vendue par lots à des particuliers. En vue d’un aménagement paysager, la ville achète en 1960 les terrains constituant l’actuelle promenade des remparts : en partie haute, rachat du golf miniature appartenant à une auberge et en partie basse, rachat de jardins privatifs, la plupart en friches. L’aménagement de ce lieu a été conçu en 1964 et 1965 par M. Besnard, ingénieur de la ville de Nevers. Le ruisseau de la Passière a été canalisé en souterrain, et un jardin de type paysager créant une liaison entre la Porte du Croux et la Loire a vu le jour.

## Architecture
On trouve plusieurs monuments tout au long de la promenade des Remparts. Depuis la porte du Croux jusqu’à la Loire, on découvre :
- L’ancien logis de l’Abbesse Notre-Dame, sur la gauche, qui appartient aujourd’hui à un particulier
- Ensuite, une porte, toujours sur la gauche, menait à une salle d’armes. On y trouvait sept archères aujourd’hui bouchées, qui s’ouvraient sur une galerie voûtée assurant la défense de cette partie de l’enceinte
- Puis, la tour du Havre, située le long des murs des Remparts, un batardeau aujourd’hui ouvert.
- Une porte en fer forgé offre l'accès au jardin de l'abbaye : à cet emplacement se situait le cloître des religieuses, encadré au nord par la salle capitulaire où étaient exposées les collections du musée depuis 1979-1980, à l'est et au sud par la cuisine et le pensionnat aujourd'hui disparus. Ces terrains ont été achetés par la ville en 1971 et aménagés en jardin en 1981 afin de retrouver l'esprit des jardins médiévaux. L'ordonnancement et la rigueur de ce lieu fortement renforcés par la présence de haies d'ifs sont contrebalancés par les couleurs ocre clair de l'imposante façade du musée municipal Frédéric-Blandin. Intimiste, si ce n'est monastique, ce jardin ne se dévoile pleinement qu'en son cœur. À proximité de la salle capitulaire subsiste l'ancien puits à côté duquel un arbre a été planté, tandis qu'une colonne rappelle le cloître disparu, ces trois éléments symboliques étaient constitutifs des jardins monastiques, situés au centre des cloîtres. Les deux terrasses situées dans le rempart ne s'offrent aux yeux du promeneur que s'il prend le temps de pénétrer plus profondément ce lieu. Comme dans les jardins monastiques, les carrés sont constitués de plantes médicinales, aromatiques et ornementales. Une haie d'ifs taillés constitue le seul ornement de la seconde terrasse. Sa position de promontoire permet au visiteur une perception globale sur la promenade des remparts.
- Une autre tour, nommée « tour Saint-Révérien », tenant son nom d’un missionnaire qui selon la tradition aurait connu le martyre en 274 non loin de là.
- La source Saint-Révérien, située aujourd’hui en retrait du mur, sortait autrefois de la muraille.
- Le « canton fertile », un nom qui tient des jardins qui appartenaient aux propriétaires des habituations situées rues Saint-Genest et Saint-Révérien.
- L’emplacement du petit port utilisé par les mariniers de Loire.
- Enfin, la promenade se termine par la tour Goguin.

### Remparts de la tour du Havre à la Loire
La tour du Havre est située le long des murs de la promenade des Remparts. Les remparts allant de la tour du Havre (située environ au milieu de la promenade) jusqu'à la Loire (tour Goguin) retenaient il y a longtemps le ruisseau de la Passière. Ils permettaient de garder en eau la partie haute des Remparts pour assurer une force motrice destinée à l’activité des moulins situés en contrebas.

### Remparts de Nevers
Ils se situent de la tour du Havre jusqu'à la porte du Croux.

### Galerie de photos

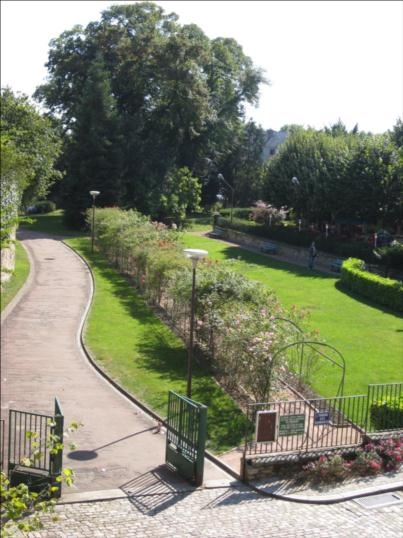
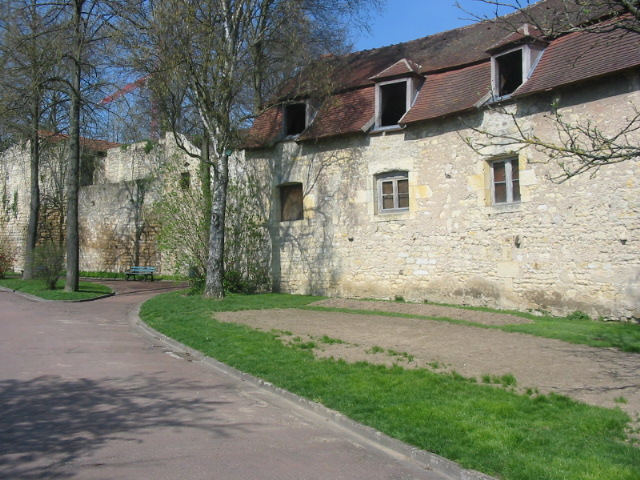
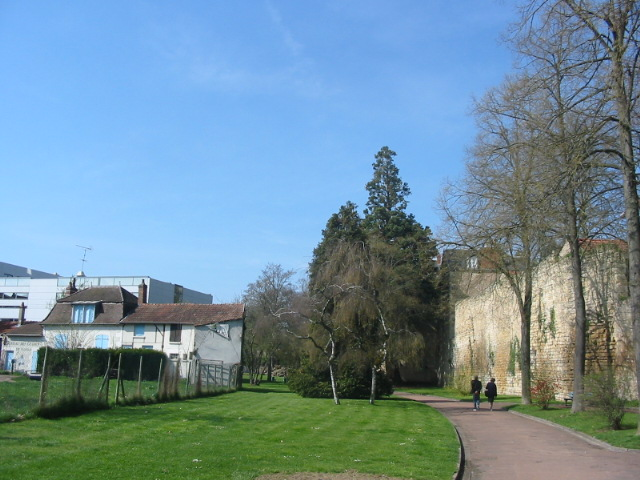
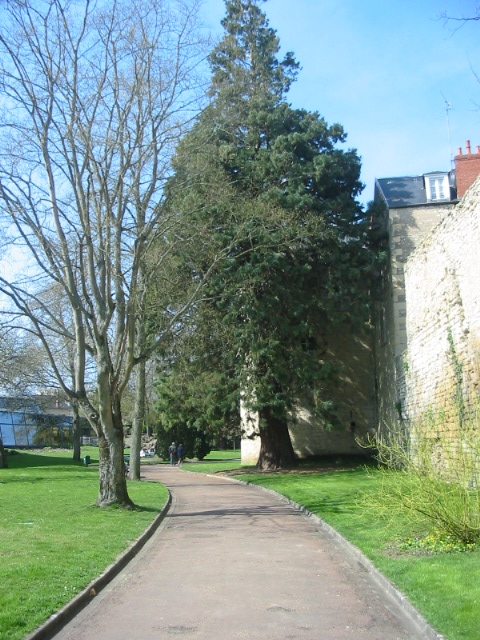
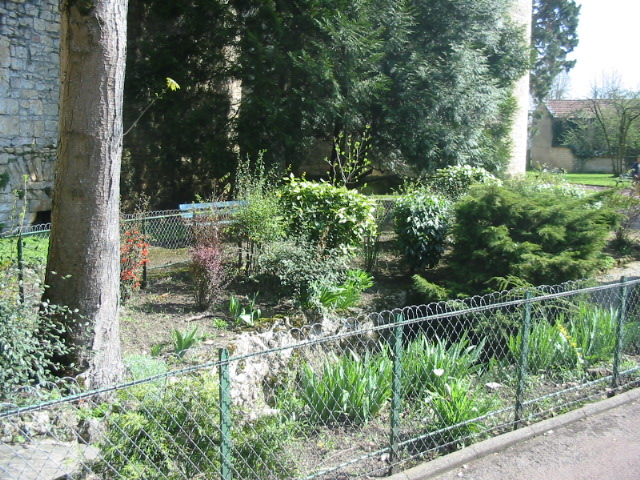
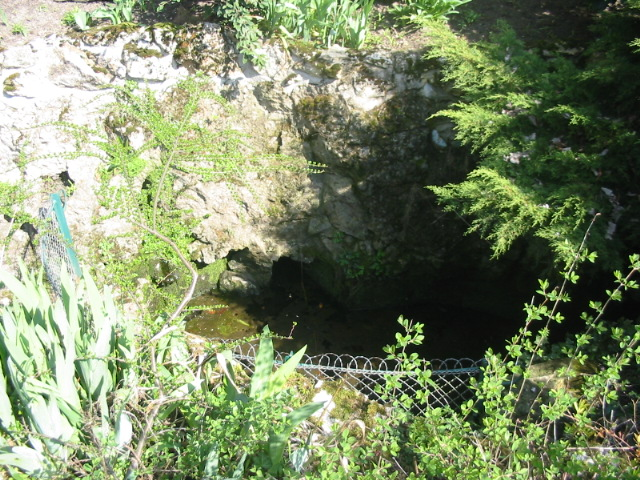
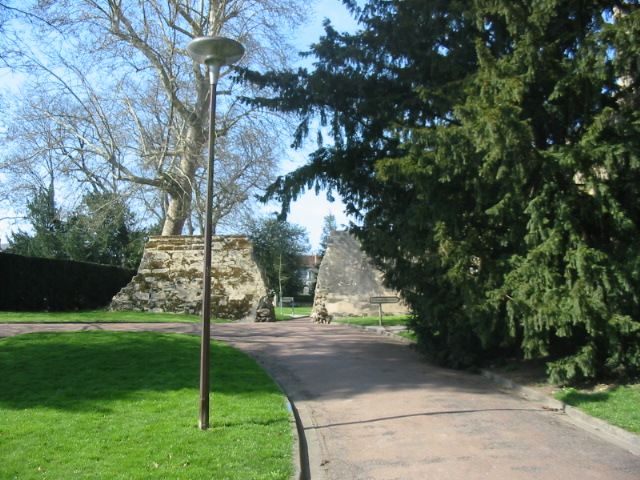
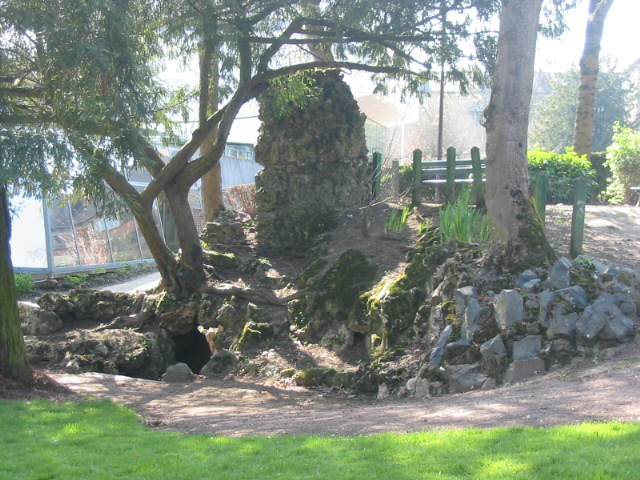
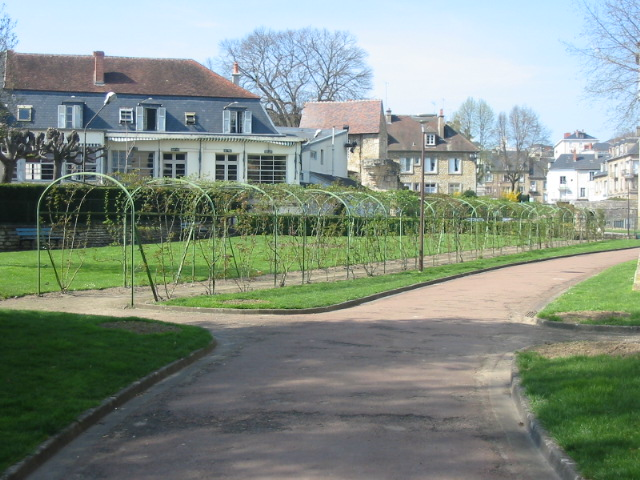
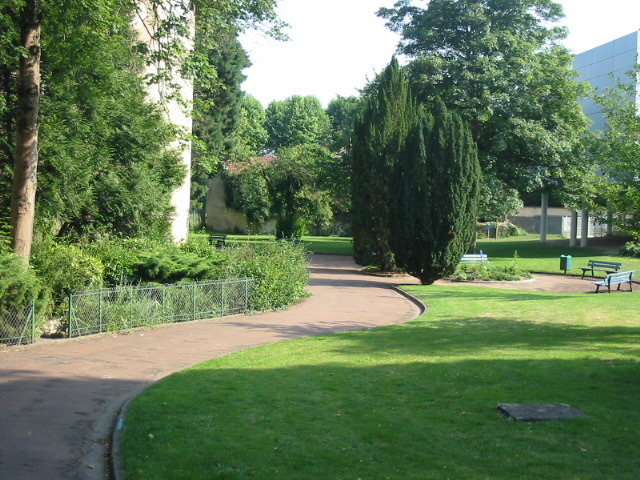

## Faune
L'alyte accoucheur est présent dans le jardin des Remparts.